# Malu tianshi
Malu tianshi (xinès tradicional: 馬路天使, xinès simplificat: 馬路天使, pinyin: Mǎlù tiānshǐ, literalment 'L'àngel del carrer') és una pel·lícula xinesa de 1937, dirigida per Yuan Muzhi i protagonitzada per la icònica actriu i cantant Zhou Xuan i el popular actor Zhao Dan.
La història es desenvolupa en els barris marginals de Shanghai i narra la vida d'una banda de marginats oprimits: un cantant d'una casa de té, un trompetista, un venedor de periòdics i una prostituta. La pel·lícula es considera una obra mestra del cinema del país i del moviment d'esquerra. També al·ludeix a la invasió japonesa que afectava a la Xina en aquell moment i els efectes combinats de la modernització i el colonialisme en la ciutat de Shanghai.
És una de les primeres pel·lícules sonores filmades a la Xina. Les dos cançons que s'interpreten en el film, 四季歌 (Sìjì gē, La cançó de les estacions) i 天涯 歌女 (Tianya Genü, La cantant a la vora del cel), es van convertir en clàssics de la cançó xinesa.

## Trama
Ambientada als barris marginals de Shanghai el 1935, la pel·lícula comença amb una processó de noces. Chen Shaoping, també conegut com Xiao Chen (Zhao Dan), és un trompetista de la banda que estableix una connexió romàntica amb la seua veïna, una cantant anomenada Xiao Hong (Zhou Xuan) que va fugir de la invasió japonesa de Manxúria amb la seua germana gran, Xiao Yun (Zhao Huishen). En una situació de pobresa, les germanes són acollides per una parella propietària d'una casa de te i, posteriorment, les obliga a treballar. Com a manera d'agradar als clients, Xiao Yun es veu obligat a convertir-se en un passejant mentre Xiao Hong treballa com a cantant.
La pel·lícula continua desenvolupant lentament el flirteig entre Xiao Hong i el seu veí Chen Shaoping.

## Recepció
Com a pel·lícula representativa del cinema d'esquerres de principis de segle, la pel·lícula descriu les lluites de la subclasse urbana en un moment en què la Xina s'enfrontava a múltiples problemes nacionals pel que fa a l'exèrcit i l'economia. Quan va esclatar el conflicte militar entre la Xina i el Japó durant la Segona Guerra Sino-japonesa, la pel·lícula va ser un exemple a l'hora de consolidar l'estatus dominant de les pel·lícules de "nous ciutadans" mitjançant la música temàtica, el cant i l'art coreogràfic. La pel·lícula també va reforçar els tipus de producció clàssics i va promoure l'esperit nacional animant els ciutadans i cineastes xinesos a evitar la destrucció que la guerra provocava a la cultura nacional a les zones envaïdes japoneses. La demostració que entre la gent comuna que sobrevivia a Shanghai no hi havia altaveus per a mostrar la seua situació i malestar, va permetre que Street Angel assentara les bases del pensament i l'art per a la ràpida restauració del cinema xinés de postguerra.
Street Angel es considera actualment com un retrat vívid de la vida quotidiana a Shanghai als anys 30, "captant l'energia terrenal i els canvis d'humor col·lectius salvatges" que existien a la cultura de Shanghai abans de l'inici de la Segona Guerra Sino-japonesa. El protagonista masculí Zhao Dan va descriure Street Angel com "una pel·lícula sobre els estrats més baixos de la societat de Shanghai" que ara s'ha convertit en un dels clàssics del període cinematogràfic "d'esquerres" a la Xina, que va assolir el seu punt àlgid a la dècada de 1930. L'any 2005, Street Angel va ser seleccionada com una de les 100 millors pel·lícules xineses pels 24th Hong Kong Film Awards, ocupant l'11è lloc.

### Anàlisi

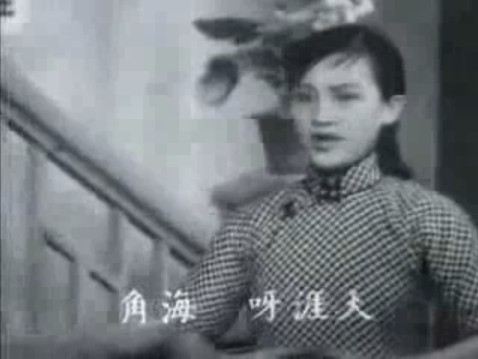
Zhou Xuan com Xiao Hong a un fotograma de la pel·lícula.

Street Angel, una història de solidaritat, amistat i amor entre les deixalles de la societat urbana, es pot interpretar de diferents maneres. La pel·lícula descriu l'abisme entre rics i pobres a la ciutat presentant tant burgesos com proletaris a la societat urbana de Shanghai. Segons l' Enciclopèdia del cinema xinés, Malu Tianshi és "sens dubte una crítica a la societat semicolonialista de Shanghai..." d'una manera al·legòrica i indirecta. A més, fins i tot s'ha descrit com un precursor xinés del neorealisme italià que ofereix al públic la inclinació a una modernitat alternativa. Com a pel·lícula d'esquerres canonitzada, Street Angel construeix al·legories per educar les masses perquè siguen subjectes moderns. : 17–22 També combina les tècniques cinematogràfiques de Hollywood i soviètiques amb les arts narratives tradicionals xineses. Tot i que el títol recorda la pel·lícula homònima de Frank Borzage de 1928, alguns estudiosos creuen que la pel·lícula s'ha inspirat en una pel·lícula anterior de Borzage, Seventh Heaven, del 1927. A més de la clara inspiració americana, la notable influència soviètica apareix en opcions formals com l'ús extensiu de talls ràpids de primers plans i en la seqüència d'obertura visualment captivadora. Són tècniques que es veuen sovint en altres pel·lícules clàssiques com la cibnta de 1935 City Scenes (都市风光). En conseqüència, l'enlluernadora seqüència d'obertura de tres minuts de Street Angel mostra una representació cinematogràfica del Shanghai dels anys trenta, on s'hi veu l'existència simultània de forces en competència de diferents potències colonials. A més, estudiosos del cinema com Guo-Juin Hong van emfatitzar que les tensions entre diversos elements visuals i sonors s'ordenen en un ordre aparentment cronològic, una forma també popular al cinema d'avantguarda europeu dels anys vint.
Alexander Des Forges de la Universitat de Massachusetts-Boston argumenta que Xiao Chen, i no Xiao Hong, és "el receptor principal de la mirada heterosexual". Al llarg de la pel·lícula, Chen capta l'atenció no només de la seua eventual esposa, Xiao Hong, sinó també de dos de les seues caseres. A diferència de les estreles masculines xineses més efeminades dels anys anteriors, Zhao Dan representa un tipus diferent de masculinitat com a estrella masculina, amb una "sexualitat bromista i hiperactiva".

### Moviment d'esquerres
La pel·lícula és una creació de l'estudi Mingxing, que estava estretament lligat a la producció cinematogràfica d'esquerra, les seues pel·lícules pretenien revelar les dimensions del conflicte de classes, provocant grans respostes entre els espectadors. Amb la sensibilitat dels missatges polítics dins de la pel·lícula i la seua capacitat d'evocar "crides a l'acció", Street Angel no es va distribuir públicament fins al final de la Revolució Cultural. De 1949 a 1976, la pel·lícula va ser reprimida per enfocar-se en grup en lloc de tindre un caràcter comunal.

## Producció
Produïda per Mingxing, la pel·lícula va ser filmada a Shanghai. El director Yuan Muzhi va utilitzar gran part de la mateixa ciutat, com els grans edificis colonials de Shanghai, així com els llums de neó dels anys trenta. Estes característiques visuals serveixen per contrastar l'exhibició posterior de zones de Shanghai marcades per carrers estrets i pobresa del barri. Street Angel es va estrenar durant una època de censura creixent per part del govern nacionalista i conservadorisme general a les pel·lícules. El Comitè Central de Censura de Cinema (CFCC) i les lleis de censura més restrictives instituïdes pel KMT, van obligar moltes pel·lícules d'esquerra a "arreglar" determinades línies de diàleg i elements argumentals o bé a ser prohibides. Posteriorment, pel·lícules com Street Angel van agafar en préstec elements "acceptables" de Hollywood per evitar la censura. 

### Música
Durant la dècada de 1930, els cineastes xinesos es van inclinar a veure el cinema com una invenció occidental; en conseqüència, els cineastes de la Xina van sentir la necessitat d'incorporar elements propis i culturals que es consideraren més adequats per al públic xinés, cosa que van aconseguir principalment mitjançant la inclusió de bandes sonores xineses.
Com una de les primeres pel·lícules sonores a la Xina, Street Angel és sovint elogiada pel seu ús innovador de la música, així com per la seva barreja única de melodrama i comèdia. Una seqüència en particular, on Xiao Chen i els seus amics intenten fer de barbers, revela un moment de bufetada o comèdia física en el tercer acte, d'altra banda, dolorós.
La pel·lícula també compta amb diversos interludis musicals significatius. Dos cançons originals que apareixen a Street Angel són "Song of the Four Seasons" (四季歌) i "The Wandering Songstress" (天涯歌女), ambdues compostes per He Lüting, amb lletra de Tian Han. He Luting va adaptar les partitures de dos balades populars urbanes de Suzhou, "Crying on the Seventh Seven Day Cycle" (哭七七) i "One Who Knows Me Well" (知心客) respectivament. De la mateixa manera que ocorre amb el personatge de Xiao Hong, la mateixa Zhou Xuan havia escapat de ser venuda per ben poc: als deu anys, va aconseguir evitar ser venuda a un prostíbul i, en canvi, va ser aprenenta d'un grup de cançons i dansa amb seu a Shanghai. Es va fer coneguda com la "veu daurada" i després d'interpretar a la pel·lícula les dos cançons abans esmentades, es van popularitzar i han arribat a ser reconegudes com a expressions musicals de la convulsa vida dels anys 30 a la Xina. Les cançons continuen sent considerades dos de les cançons més famoses de la cultura xinesa moderna, i entre altres cançons populars de l'època, es van utilitzar per expressar i emfatitzar les característiques nacionals xineses, distingint la cultura xinesa de la d'Occident.
"The Wandering Songstress" es va compondre a partir del tanci (una actuació tradicional de narració d'històries originària de Suzhou). Combinava elements tradicionals i anava acompanyat d'instruments de música xinesa, com l'Erhu (un instrument d'arc de dos cordes), Pipa i Sanxian.

### Elements teatrals
Street Angel va construir una posada en escena d'estil teatral utilitzant l'element distintiu d'un carreró posterior, conegut com a lilong (⾥弄) o longtang (弄堂) a Shanghai. Els lilongs són una característica arquitectònica típica de Shanghai que es remunta a la fundació de la ciutat. A causa del disseny planificat de la ciutat, la mirada de la gent va dirigir l'atenció de l'espectador d'una posició més alta a una posició més baixa, ja que les cases estaven construïdes en dos nivells. La planta baixa es va convertir en el focus, ja que són l'objecte de la mirada de la dona a la il·lustració. El tipus de composició utilitzat es pot vore en publicacions periòdiques a partir de la dècada de 1880, així com en col·leccions com 'An Illustrated Explanation of Local Customs' (⾵俗志圖說,) i 'A Hundred Beauties of Shanghai' (海上百艷圖). El teatre s'utilitza com a model per representar els carrers i carrerons urbans de Shanghai. La mirada cap avall de la gent des dels seients de la caixa és semblant a la dels personatges de la imatge: amb vistes als carrerons des del segon pis. Per tant, els carrerons de Shanghai són fonamentalment de caràcter teatral. A Street Angel, l'escenari millora la posada en escena de la manera que presenta persones inclinades per les finestres i mirant els carrerons. Quan el pla torna al balcó, assenyala l'inici de la narració. Molts plans de la pel·lícula són des de finestres del segon pis, recordant als espectadors la composició de la il·lustració litografiada i la vista des de les butaques dels teatres escènics. A més, els plans entre les sales del segon pis de Xiao Hong i Xiao Chen mantenen la pràctica de l'espectador teatral. La igualtat d'atenció que es dediquen entre Xiao Hong i Xiao Chen, creada per un angle de 180, és semblant als intercanvis entre homes i dones en butaques al teatre. La il·luminació juga un paper important al teatre de Shanghai, on la font de llum i la força de la llum representen diferents emocions, complementant així els actors, afirma Ni Yi. Xiao Hong es mostra a les fosques a Street Angel, que el retrata com se sent estès. “L'activitat teatral d'esquerres”, afirma Tarryn Li-Min Chun, “és portada majoritàriament al carrer i adaptant les exigències de transformació política que no pas les tècniques escèniques. Street Angel, que també és una pel·lícula d'esquerres, segueix el mateix amb tenir la majoria de les escenes al carrer.